# Borex
Borex é uma comuna suíça do Cantão de Vaud, pertencente ao distrito de Nyon que contacta as comunas de Chéserex, Grens, Signy-Avenex, Eysins, Arnex-sur-Nyon e Crassier.
A pequena comuna de Borex com os seus menos de 2 km² tem uma zona agrícola que cobre 76,3% e 20% é ocupado por habitações e infra-estructuras. A população tem aumentado muito pouco e regularmente desde 1970 350 habitantes, para atingir os 850 em 2000.